# Assedio di Saati
L'assedio di Saati è stato il primo scontro a fuoco che vide contrapposte le forze coloniali del Regno d'Italia e le truppe dell'Impero etiope durante la conquista italiana dell'Eritrea.

## Antefatti
Nel 1885 l'Italia occupò il porto eritreo di Massaua, allora in mano egiziana, e ne fece una base per una successiva espansione nell'entroterra. Inevitabilmente gli interessi italiani andarono a scontrarsi con quelli del confinante Impero etiope che da tempo mirava ad uno sbocco sul mar Rosso. Tuttavia, al contrario di altre potenze europee, l'Italia intraprese una lentissima opera di penetrazione nell'entroterra eritreo. Infatti la località di Saati, a 28 km da Massaua, venne occupata da due compagnie comandate dal maggiore Giovanni Boretti supportate da 300 basci-buzuk, solamente il 14 gennaio 1887. Qui gli Italiani si trincerarono su un'altura e su di essa costruirono un piccolo fortino. Quattro giorni dopo Alula scrisse al generale Carlo Genè chiedendo che gli uomini a Saati abbandonassero le loro posizioni. Il 24 gennaio circa 20 000 abissini al comando di Ras Alula si accamparono a 5 km dal forte di Saati.

## La battaglia
All'alba del 25 gennaio venne mandata in ricognizione verso il campo del Ras una pattuglia guidata dal tenente Federico Cuomo, messinese, ma sorpresi, gli italiani furono costretti a riparare nel fortino dopo un violento conflitto a fuoco. Nel frattempo Boretti s'accorse d'un tentativo etiope d'aggiramento delle posizioni italiane e così iniziò a bombardare le truppe nemiche sottostanti.
Verso mezzogiorno un'altra pattuglia scorse altre truppe abissine che, vistesi scoperte, attaccarono in grande numero il forte. Giunti i nemici a 300 metri dal forte, gli italiani aprirono il fuoco. L'attacco durò circa quattro ore, dopodiché gli abissini si ritirarono viste le perdite.

### Ordine di battaglia italiano
- 9ª compagnia del 6° Rgt fanteria
- 10ª compagnia del 7° Rgt fanteria
- una sezione della 1ª compagnia del 17° Rgt artiglieria
- 6 buluc di basci-buzuk

## Conseguenze
La battaglia causò agli italiani 2 morti (uno di essi fu il tenente Cuomo) e 2 feriti, tra i basci-buzuk 3 morti, 1 ferito e 5 dispersi. La sera stessa Boretti mandò un messaggio al presidio di Moncullo nel quale chiedeva urgentemente rinforzi, munizioni e viveri. Da Moncullo la mattina del 26 gennaio partì in soccorso di Boretti la colonna guidata del tenente colonnello Tommaso De Cristoforis che presso Dogali venne attaccata e distrutta dalle truppe di Ras Alula.
Vista la situazione disperata al maggiore Boretti non restò che abbandonare il forte di Saati, cosa che fece la sera del 27 gennaio giungendo a Moncullo all'alba del giorno dopo, senza essere avvistato dalle truppe nemiche. Saati venne poi occupato definitivamente dagli italiani nel marzo 1887.